# Saint-Michel-Escalus
Saint-Michel-Escalus é uma comuna francesa na região administrativa da Nova Aquitânia, no departamento Landes. Estende-se por uma área de 17,89 km². Em 2010 a comuna tinha 319 habitantes (densidade: 17,8 hab./km²).